# ونگارد (فیلم ۲۰۲۰)
ونگارد (به انگلیسی: Vanguard) یک فیلم ماجراجویی و اکشن، محصول سال ۲۰۲۰ سینمای چین به نویسندگی و کارگردانی استنلی تانگ با بازی جکی چان است. این فیلم قرار بود به صورت عادی در ۲۵ ژانویه ۲۰۲۰ در چین اکران شود اما به دلیل دنیاگیری کروناویروس به تعویق افتاد و در تاریخ ۳۰ سپتامبر ۲۰۲۰ در چین منتشر شد.

## داستان
داستان این فیلم درباره یک شرکت امنیتی پنهان به نام ونگارد می‌باشد که توسط مزدوران یکی از مرگبارترین سازمان‌های جهان مورد هدف قرار می‌گیرد، اکنون تنها امید این شرکت برای بقا یک حسابدار می‌باشد که…

## بازیگران اصلی
- جکی چان در نقش تنگ هوانتینگ
- یانگ یانگ در نقش لی ژنیو
- آی لون در نقش ژانگ کایکسوان
- میا موچی در نقش می یا
- زو ژنگتینگ در نقش شندیائو
- فدی زکی در نقش بادیگارد
- خو روو هان

## تولید
محل فیلمبرداری در دبی، امارات متحده عربی، هند و انگلیس بود جکی چان هنگام فیلمبرداری صحنه‌ای از فیلم تقریباً غرق شد. گفته می‌شود که ۸۰ میلیون یوان (تقریباً ۱۲ میلیون دلار) به چان غرامت پرداخت شده‌است.

## باکس آفیس
ونگارد در دو هفته اول حضور خود در سینماهای چین ۲۴۶ میلیون یوان (تقریباً ۳۷ میلیون دلار) درآمد داشت. این فیلم از بین سایر فیلم‌های محبوب محلی بدترین عملکرد را داشت.

## پاسخ انتقادی
در جمع‌آوری نقد راتن تومیتوز بر اساس ۶۸ بررسی، با میانگین امتیاز ۴.۴ از ۱۰، دارای رتبه تایید ۲۸ درصدی است. اجماع منتقدان این وب‌سایت می‌گوید: «ونگارد برای طرفداران اکشن کاملاً خالی از سرگرمی نیست، بلکه فقط مومن ترین طرفداران جکی چان چیزهای زیادی را در اینجا پیدا خواهند کرد که واقعا ارزش دیدن را دارد." در متاکریتیک، میانگین وزنی آن بر اساس ۱۲ منتقد، ۳۶ از ۱۰۰ است، که نشان دهنده "بررسی های عموماً نامطلوب" است.